# Horace Greeley
Horace Greeley (3. února 1811 – 29. listopadu 1872) byl americký vydavatel, politik a zakladatel Republikánské strany a bojovník proti otrokářství. Jím založený list New York Tribune byl v období od čtyřicátých do sedmdesátých let 19. století nejvlivnějšími americkými novinami.
Greeley byl také neúspěšným kandidátem na úřad prezidenta v roce 1872. Získal 43.8% procent hlasů (jeho rivalem byl Ulysses S. Grant).

## Zajímavosti
Rodiče pozdějšího ředitele německé Reichsbank Hjalmara Schachta (1877–1970) dali svému synovi jako druhé a třetí jméno „Horace Greeley“.
Greelymu je připisován výrok „Go West, young man“ („Běž na Západ, mladý muži“), vybízející k osidlování západu USA.